# Harry Champion

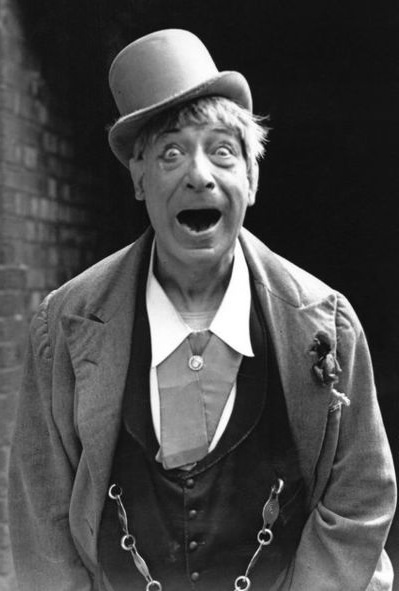
Harry Champion

Harry Champion, född William Henry Crump 1866 i Turk Street, Bethnal Green, London, växte upp i Shoreditch, London, död 14 januari 1942 i St Marylebone, London, var en brittisk Music Hall-kompositör och stjärna. Han uppträdde första gången som femtonåring. 1888 ändrade han sitt artistnamn från Will Conray. Med en stor repertoar och många av numren sjungna i mycket hög hastighet blev han en av varietéscenens mest framgångsrika artister. Hans sånger blev snart bland de mest kända cockneysångerna. Harry Champion fortsatte att arbeta fram till 70-årsåldern. Under 1930-talet bodde han i Tottenham och avled 14 januari 1942.
Sånger (urval):
- "Any Old Iron"
- "Boiled Beef and Carrots"
- "Cockney Bill of London Town"
- "I'm Henry the Eighth, I Am"
- "Hey Diddle Diddle"